# Намик Кемал
Намик Кемал (тур. Namık Kemal; Текидарг, 21. децембар 1840 - Митилена, 2. децембар 1888) био је турски књижевник, реформатор, новинар и један од најзнаменитијих припадника реформистичког и националистичког удружења Младoтурци.
Родио се у добростојећој отоманској породици као син Фатме Зехре и Мустафе Асима Беја, будућег главног астролога султанске порте. Са седамнаест година запослио се у званичном преводиличкој канцеларији османлијске управе, али га је због политичке ангажованости његове књижевности, одатле отпустио велики везир Мехмед Емин Али-паша. Након тога радио је у часопису Гласник идеја (Tasvir-i Efkar) код свог пријатеља Ибрахима Шинасија. Заједно са другим младотурцима био је изгнан у Париз 1867.
Вратио се у Истанбул 1870. и у предстојећем периоду је написао своја најважнија књижевна остварења: патриотску поезију, политичке есеје и драме. Међу драмама посебно место заузима комад Отаџбина (Vatan Yahut Silistre). Драма приказује отоманског војника, који из оданости према нацији, а не из оданости према вери или султану, одлази у одбрану града Силистре од руских снага у Кримском рату. Својом књижевном, политичком и новинарском делатношћу наставио је да се бори до смрти против апсолутизма султана Абдула Азиза, а потом и против султана Абдула Хамида II, захтевајући друштвене реформе и угледање на западне европске државе. Преминуо је у изолованој Митилени 1888, протеран из отоманске престонице.
Намик Кемал је извршио снажан утицај на његове савременике и будућу генарацију, посебно на турску омладину. Његова књижевност и политички ставови утицали су на стварање турског националног идентитета, и формирање модерне Турске Републике, након урушавања Отоманске империје. Међу поштоваоцима Намика Кемала био је и Мустафа Кемал Ататурк.